# حسان فوفانا
حسان فوفانا (من مواليد 28 أبريل 1992) لاعب رياضي إيطالي من أصل إيفواري متخصص في سباق الحواجز  شارك في الألعاب الأولمبية الصيفية 2020 ، في 110 م حواجز. أفضل رقم حققه هو 13.44 ثانية في سباق 110 متر حواجز (+1.5 م / ث ، توركو 2019 ، وكذلك +1.1 ، جنيف 2021) و 7.66 ثانية في حواجز 60 مترًا (أنكونا 2018). فاز بالبطولات الوطنية ست مرات.

## روابط خارجية
- حسان فوفانا في اللجنة الأولمبية الدولية